# (748) Simeïsa

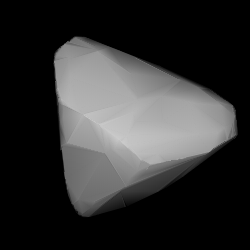

(748) Simeïsa est un astéroïde de la ceinture principale découvert le 14 mars 1913 par l'astronome russe Grigori Néouïmine. Il est classifié par le Centre des planètes mineures comme membre du groupe de Hilda.

## Nom
Sa désignation provisoire était 1913 RD.
Il a été nommé d'après l'observatoire de Simeïz en Crimée.